# Hondarabalu, Kollegal
Hondarabalu là một làng thuộc tehsil Kollegal, huyện Chamarajanagar, bang Karnataka, Ấn Độ.